# Hybomitra takahasii
Hybomitra takahasii är en tvåvingeart som beskrevs av Inaoka och Hayakawa 1982. Hybomitra takahasii ingår i släktet Hybomitra och familjen bromsar. Inga underarter finns listade i Catalogue of Life.